# The Myths and Legends of King Arthur and the Knights of the Round Table
The Myths and Legends of King Arthur and the Knights of the Round Table je sólové studiové album britského hudebníka Ricka Wakemana. Jeho nahrávání probíhalo mezi říjnem 1974 a lednem roku následujícího londýnských studiích Morgan Studios. Album vyšlo v dubnu 1975 u vydavatelství A&M Records. Jedná se o konceptuální album založené na příběhu Krále Artuše a kulatém stolu. Po vydání se album umístilo na druhém místě v žebříčku UK Albums Chart a na 21. místě v Billboard 200.

## Seznam skladeb
Autorem všech skladeb je Rick Wakeman.
| Strama 1 (LP) | Strama 1 (LP)                     | Strama 1 (LP) |
| Pořadí        | Název                             | Délka         |
| ------------- | --------------------------------- | ------------- |
| 1.            | Arthur                            | 7:26          |
| 2.            | Lady of the Lake                  | 0:45          |
| 3.            | Guinevere                         | 6:45          |
| 4.            | Sir Lancelot and the Black Knight | 5:20          |

| Strana 2 (LP) | Strana 2 (LP)       | Strana 2 (LP) |
| Pořadí        | Název               | Délka         |
| ------------- | ------------------- | ------------- |
| 1.            | Merlin the Magician | 8:51          |
| 2.            | Sir Galahad         | 5:51          |
| 3.            | The Last Battle     | 9:41          |

## Obsazení
- Rick Wakeman – syntezátory, klávesy, grand piano
- Gary Pickford-Hopkins – zpěv
- Ashley Holt – zpěv
- Geoff Crampton – kytara
- Roger Newell – baskytara
- Barney James – bicí
- John Hodgson – perkuse
- The English Chamber Choir